# Когут, Оксана Владимировна
Ко́гут Окса́на Влади́мировна (род. 13 февраля 1969, Львов, Львовская область, УССР)   — украинская театральная деятельница, коммерческий директор Киевского национального академического театра оперетты, заслуженный работник культуры Украины.

## Биография
Родилась в городе Львове. Отец - Когут Владимир Иванович ( хореограф, педагог, театральный деятель), мать - Когут Любовь-Ксения Петровна.
05.08.1986-15.06.1991  — училась во Львовском государственном университете, филолог, преподаватель украинского языка и литературы. 1991-1994  — учительница украинского языка и литературы в с/ш № 4 в г. Львова.
1994-2003  — педагог-организатор в Первом украинском театре для детей и юношества, с 1998 года — главный администратор театра, с 2000 года - заместитель директора.
2002-2003  - училась в Национальной академии государственного управления при президенте Украины, проджект-менеджмент, магистр. В то же время является тренером-экспертом Западно-украинского учебного центра украино-американской программы
2003-2004  – генеральный директор ООО «Театр Джаза». 2004 — заместитель директора Киевского государственного театра оперетты, с 2006 года и до сих пор - коммерческий директор театра.
Оксана Когут ведет театральную, общественную, социальную деятельность, входит в жюри театральных фестивалей и конкурсов, координирует коммерческое, международное и дипломатическое направления работы театра. Есть значительные наработки в сфере культурной дипломатии. Организовала множество концертных проектов при поддержке Посольств разных стран в Украине, а также зарубежных концертных программ при поддержке Посольств Украины. 
С 2004 года Оксана Когут стала соорганизатором ежегодного международного джазового фестиваля «Единство», успешно провела 16 международных джазовых фестивалей в Украине. С 2013 года входит в оргкомитет Международного музыкального фестиваля «О-Фест», с 2016 года координатор, член оргкомитета Международного фестиваля искусств «Карпатское пространство». Является членом правления ОО «Львовское общество в Киеве» .

## Семья
Сын, Гливка Андрей — политолог, советник министра финансов Украины в Министерстве финансов Украины .

## Награды
- ПочЁтное звание «Заслуженный работник культуры Украины» (08.02.2010),[1]
- Орден святой великомученицы Варвары II степени (2010),
- Всеукраинская премия «Женщина III тысячелетия» (2012),
- Орден княгини Ольги III степени (27.03.2020).[2]